# Les Kardashian à New York
Pour les articles homonymes, voir Kardashian.
Les Kardashian à New York ou Les Sœurs Kardashian à New York au Québec (Kourtney and Kim Take New York) est une émission de téléréalité américaine en vingt épisodes de 22 minutes produite par Ryan Seacrest, et diffusée entre le 23 janvier 2011 et le 29 janvier 2012 sur E!. Il s'agit du deuxième spin-off de L'Incroyable Famille Kardashian.
Au Québec, l'émission est diffusée à partir du 20 février 2013 à MusiquePlus,.

## Synopsis
Les Kardashian à New York suit Kourtney Kardashian alors qu'elle quitte Los Angeles, cette fois-ci accompagnée de sa petite sœur Kim Kardashian, pour ouvrir une troisième boutique DASH à New York.
En août 2011, il a été annoncé qu'une deuxième saison sera produite, de cette façon Kim pourra se rapprocher de son mari. Kim et Kourtney ont commencé à filmer la deuxième saison en septembre 2011. Le premier épisode a été diffusé le 27 novembre 2011.

## Commentaires
- Durant la première saison, Kourtney ne voulait pas que son fils, Mason, soit filmé. Cependant, durant la deuxième édition, il sera bien présent à l'écran étant un peu plus âgé.
- La première saison se déroule après la Saison 5 de L'Incroyable Famille Kardashian, tandis que la deuxième a lieu juste après la 6e et l'épisode spécial du mariage de Kim.
- Le premier épisode de la saison 2 commence par de nombreux reportages et autres interviews concernant le divorce de Kim Kardashian et Kris Humphries. La suite de la saison étant traitée sous la forme de flash-back toute l'action se passant « huit semaines auparavant ».